# Abbas II

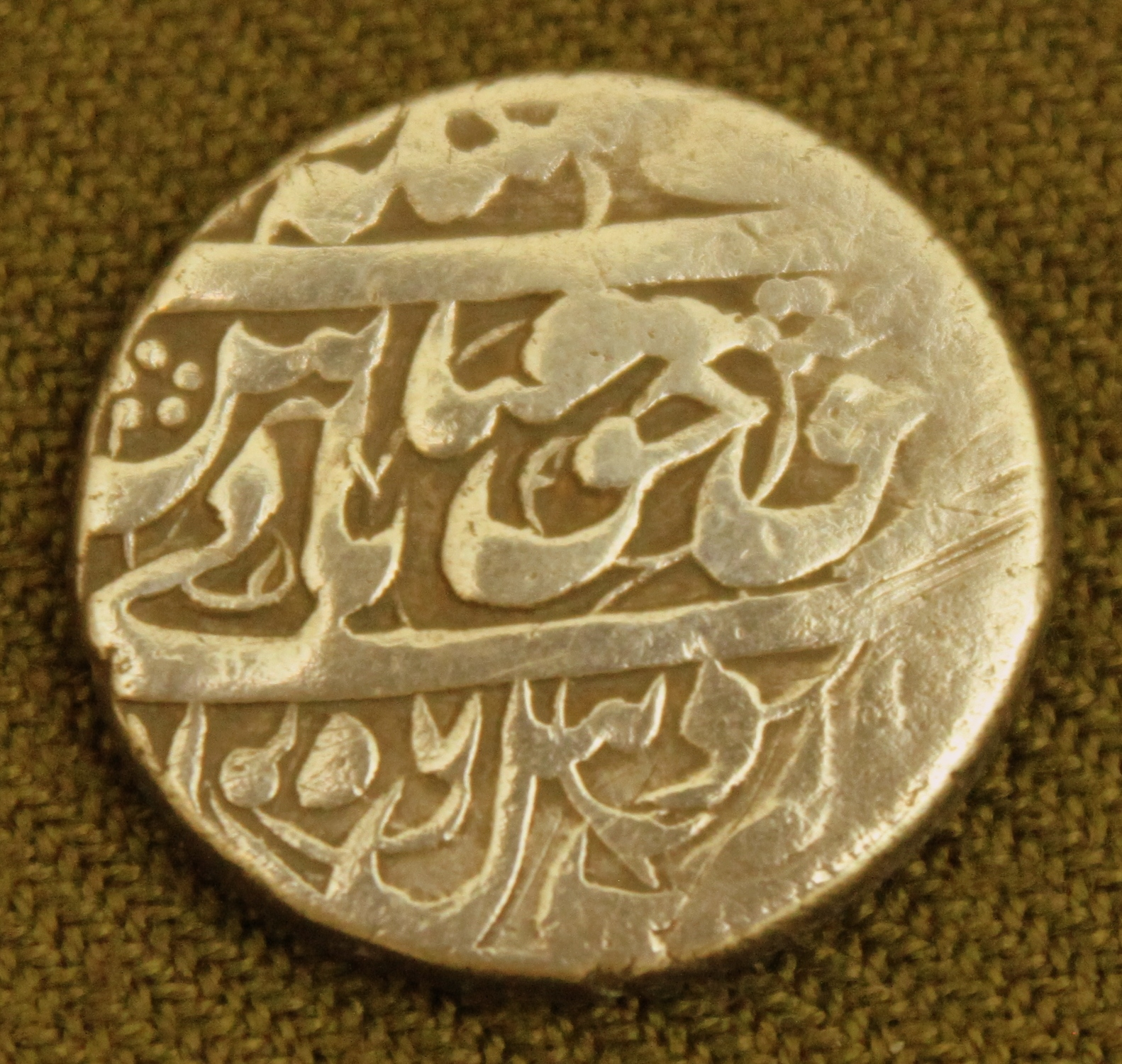
Srebrna moneta wybita przez Abbasa II (1647)

Szach Abbas II (شاه عباس دوم, ur. 31 grudnia 1632, zm. 25/26 października 1666) – szach Iranu w latach 1642–1666.
Był siódmym szachem z dynastii Safawidów. Syn Szacha Safiego I i Anny Chanum z narodu Czerkiesów, i aż do jego koronacji w dniu 15 maja 1642 roku nazywał się Sultan Mohammad Mirza. Gdy został szachem, nie miał więcej niż dziesięć lat, toteż zadanie rządzenia Persją zostało przekazane w ręce wielkiego wezyra Saru Taghiego, a Abbas skoncentrował się na swojej edukacji.
Rządy wezyra Saru Taghiego skupiały się na zwalczaniu korupcji i przysporzyły mu wielu wrogów. 11 października 1645 Saru Taghi został zamordowany przez grupę perskich oficerów. Jego następcą został Chalifa Sultan, który pełnił urząd wielkiego wezyra aż do śmierci w 1653 lub 1654 roku.
W przeciwieństwie do swojego ojca Abbas II interesował się rządzeniem krajem (władzę przejął prawdopodobnie w wieku 15 lat). Jego rządy były stosunkowo spokojne i odznaczały się całkowitym brakiem ataków ze strony Imperium Osmańskiego. W 1648 roku Abbas zdobył Kandahar i obronił go przed atakiem Wielkich Mogołów. Zmarł w Behszahr w pobliżu Morza Kaspijskiego w nocy z 25 na 26 października 1666 roku.